# Зенепе Пиранић
Зенепе Пиранић  (алб. Zenepe Piraniq; Подгорица, 10. мај 1910 — Скадар, 5. јул 2021) била је албанска суперстогодишњакиња која је у тренутку смрти била најстарија жива особа на Балкану. Она тренутно држи рекорд као најстарија особа која је икада рођена на територији Црне Горе и најстарија особа која је икада живела у Албанији.

## Биографија
Рођена је у Подгорици, 10. маја 1910. године. Према писању албанских медија, у Скадар је дошла из Црне Горе 1926. године, заједно са још четири сестре и родитељима. Верила се врло млада, са 16 година, удала и остала у Албанији, а након рата њена породица се вратила у Црну Гору, где и данас живе потомци њених сестара. Преживела је два светска рата, али и две светске пандемије. Рођена је две године пре него што је настала држава у којој је живела. Супруг Хасан јој је преминуо 2001. године, након чега је остала сама, нису имали деце, живели су заједно од 1926. године, пуних 75 година.
Почетком марта 2021. године, у доби од 110 година, примила је вакцину против вируса Ковид-19, што је чини једном од најстаријих особа на свету које су је примили. Истог месеца посетио ју је и премијер Албаније Еди Рама.
У последње две ипо године о њој се бринула организација задужена за бригу о старим лицима са територије града Скадра која ју је и сахранила.
Зенепе је преминула у Скадру, 5. јула 2021. године у доби од 111 година и 56 дана.